# Hygrotus picatus
Hygrotus picatus är en skalbaggsart som först beskrevs av Kirby 1837.  Hygrotus picatus ingår i släktet Hygrotus och familjen dykare. Inga underarter finns listade i Catalogue of Life.